# نادي سيريس لكرة القدم
نادي سيريس لكرة القدم (بالبرتغالية: Ceres Futebol Clube‏) هو فريق كرة قدم برازيلي من مدينة ريو دي جانيرو تأسس في 10 يوليو 1933.